# Animal (R.E.M.)
Animal è un brano della band alternative rock R.E.M. La canzone è il secondo ed ultimo singolo estratto da In Time: The Best of R.E.M. 1988-2003, greatest hits del gruppo statunitense, pubblicato nel 2003.

## Tracce
Cat. No. W633CD 9362427062
1. "Animal" (new mix) (Buck, Mills, Stipe)
2. "Pretty Persuasion" (live)
3. "Losing My Religion" (live video from Perfect Square)

Cat. No. 5439164892
1. "Animal" (new mix)
2. "So. Central Rain (I'm Sorry)" (live)

Cat. No. 9362426992
1. "Animal" (new mix)
2. "Pretty Persuasion" (live)
3. "Welcome To The Occupation" (live)

## Classifiche
| Classifica (2004) | Posizione massima |
| ----------------- | ----------------- |
| Irlanda           | 30                |
| Italia            | 20                |
| Regno Unito       | 33                |